# Hagenthal-le-Haut
Hagenthal-le-Haut (Duits: Oberhagenthal) is een gemeente in het Franse departement Haut-Rhin in de regio Grand Est en telt 410 inwoners (1999). De plaats maakt deel uit van het arrondissement Mulhouse.

## Geografie
De oppervlakte van Hagenthal-le-Haut bedraagt 4,9 km², de bevolkingsdichtheid is 83,7 inwoners per km².
De onderstaande kaart toont de ligging van Hagenthal-le-Haut met de belangrijkste infrastructuur en aangrenzende gemeenten.

## Demografie
Onderstaande figuur toont het verloop van het inwonertal (bron: INSEE-tellingen).